# Инерција
Инертност или тромост је једна од основних особина свих тела у свемиру које имају масу, тј. маса је мера инертности физичких тела. То се својство манифестује као противљење тела промени стања свога кретања, што је то описано Првим Њутновим законом (законом инерције). У основи, то значи да би се телу променио интензитет, правац или смер брзине, на то тело мора деловати сила. Уочимо да за промену смера кретања није потребна и промена интензитета брзине.
Противљење промени стања кретања испољава се у појави инерцијалне силе која делује у неинерцијалном референтном систему чврсто везаном за само тело (у систему у којем тело мирује). Пошто се у овом систему убрзање (промена брзине) тела не опажа ово противљење се опажа као сила која делује без видљивог узрока или извора, па се зато и назива фиктивном или инерцијалном силом. Најједноставнији и свима добро познати пример за ово је вожња у аутомобилу који мења своју брзину (убрзава, успорава или мења смер брзине). Дакле, као што добро знамо из искуства, приликом убрзавања у вожњи седиште притискује наша леђа, као да нас нешто вуче према назад, док приликом успоравања настављамо са кретањем према ветробранском стаклу, као да нас нешто вуче према напред. Ефекат је израженији што је већа маса тела и/или промена брзине у јединици времена, тј. убрзање.
Вектор инерцијалних сила увек је усмерен у супротном смеру од вектора убрзања неинерцијалног система у којем их опажамо, а интензитет је једнак {\displaystyle \mathbf {} F_{in}=ma}. Инерцијалне силе су по природи масене (волуменске) силе (за разлику од контактних). Такве силе „прожимају“ тело у целој његовој маси (волумену) јер делују на сваку његову честицу; у суштини, начин деловања инерцијалних сила се ни по чему не разликује од гравитационих, осим што су им узроци различити. Ову њихову особину Алберт Ајнштајн искористио је за формулисање свога принципа еквивалентности инерцијалних и гравитационих сила, који представља једну од основа његове Опште теорије релативности.
Неке инерцијалне силе су од посебног значаја у анализи кретања па имају и посебно име: центрифугална сила, Кориолисова сила.
Маса тела је прикладна величина за меру инертности тела само код разматрања кретања које укључује једино транслацију, међутим, инерцијални ефекти се појављују и код чистог ротационог кретања (стална промена смера кретања). Сама маса у таквом случају није довољно добра величина па се уводи појам момента инерције. Момент инерције се дефинише као {\displaystyle \mathbf {} M=J\alpha } где је {\displaystyle \mathbf {} J} момент инерције, {\displaystyle \mathbf {\alpha } } је угаоно убрзање у [rad/s2], а М је момент силе. Ова формула за ротационо кретање је потпуна аналогија формуле {\displaystyle \mathbf {} F=ma} која важи за транслаторно кретање (основна једначина динамике-други Њутнов закон). Момент силе, који је, дакле, за ротационо (кружно кретање) аналоган сили код транслаторног (праволинијског) кретања може се одредити и у векторској форми као векторски производ. {\displaystyle \mathbf {} M=r\times F} где је {\displaystyle \mathbf {} r} вектор најкраће удаљености нападне тачке силе од осе ротације, усмерен од ове осе према сили.
У свакодневној употреби, појам „инерција” се може односити на „количину отпора при промени брзине” објекта (која је квантификована његовом масом), или понекад на његов моменат, у зависности од контекста. Термин „инерција” је исправније схваћен као скраћеница за „принцип инерције”, као што је описао Њутн у његовом Првом закону кретања: објекат на који не делује нека нето спољашња сила креће се константном брзином. Дакле, објекат ће наставити да се креће својом тренутном брзином све док нека сила не проузрокује промену његове брзине или правца. На површини Земље, инерција је често маскирана ефектима трења и отпора ваздуха, оба од којих имају тенденцију да смање брзину покретних објеката (обично до тачке заустављања) и гравитације. То је довело у заблуду филозофа Аристотела да вјерује да ће се објекти кретати само док се на њих примењује сила.

## Историја и развој концепта

### Рано разумевање кретања
Џон Х. Линхард истиче да је Мози – заснован на кинеском тексту из периода зараћених држава (475–221. п. н. е.) – дао први опис инерције. Пре ренесансе, најчешће прихваћена теорија кретања у западној филозофији била је заснована на Аристотелу који је око 335. п. н. е. до 322. п. н. е. изјавио да се покретни објекти (на Земљи) само крећу док постоји снага која их наводи да то учине. На површини Земље, својство инерције физичких објеката често је маскирано гравитацијом и ефектима трења и отпора ваздуха, од којих оба имају тенденцију да смање брзину кретања објеката (обично до тачке мировања). Ово је заварало филозофа Аристотела да верује да ће се објекти кретати само док се на њих примењује сила. Аристотел је објаснио наставак кретања пројектила, који су одвојени од свог пројектора, деловањем околног медија, који наставља да покреће пројектил на неки начин. Аристотел је закључио да би такво насилно кретање у празнини било немогуће.
Упркос његовом општем прихватању, Аристотелов концепт кретања је више пута оспораван од стране угледних филозофа током скоро два миленијума. На пример, Лукреције (следећи, вероватно, Епикура) је изјавио да је „подразумевано стање” материје кретање, а не мировање. У 6. веку, Јан Филопон је критиковао недоследност између Аристотелове расправе о пројектилима, где медијум одржава пројектиле и његове расправе о празнини, где би медијум ометао кретање тела. Филопон је предложио да се кретање не одржава деловањем околног медија, већ неким својством које се преноси на објект када се покрене. Иако то није био савремени концепт инерције, јер је још увек постојала потреба за моћи да се тело одржи у покрету, показало се да је то фундаментални корак у том правцу. Овоме су се снажно противили Ибн Рушд и многи сколастички филозофи који су подржавали Аристотела. Међутим, ово гледиште није остало без оспоравања исламском свету, где је Филопон имао неколико присталица који су даље развијали његове идеје.

### Теорија импулса
У 14. веку, Жан Буридан је одбацио идеју да се особина која ствара кретање, коју је назвао импулс, спонтано распршила. Буриданов став је био да ће покретни објекат бити заустављен отпором ваздуха и тежином тела које би се супротставило његовом импулсу. Буридан је такође тврдио да се импулс повећавао са брзином; стога је његова почетна идеја импулса била на много начина слична модерном концепту импулса. Упркос очигледним сличностима са модернијим идејама инерције, Буридан је видео своју теорију као само модификацију Аристотелове основне филозофије, задржавајући многе друге перипатетичке ставове, укључујући уверење да још увек постоји фундаментална разлика између објекта у покрету и објекта у мировању. Буридан је такође веровао да импулс може бити не само линеаран већ и кружни по природи, узрокујући да се објекти (као што су небеска тела) крећу у круг. Буриданову теорију су пратили његов ученик Алберт Саксонски (1316–1390) и Оксфордски калкулатори, који су извели различите експерименте који су додатно поткопали аристотеловски модел. Њихов рад је заузврат разрадила Николај Оресм који је био пионир у пракси илустровања закона кретања графовима.
Непосредно пре Галилеове теорије инерције, Гијамбатиста Бенедети је модификовао растућу теорију импулса тако да укључује само линеарно кретање:
[Сваки] део телесне материје који се креће сам од себе када му је било која спољашња покретачка сила дала подстицај има природну тенденцију да се креће праволинијском, а не закривљеном путањом.
Бенедети наводи кретање стене у ремену као пример инхерентног линеарног кретања објеката, присиљених на кружно кретање.

### Класична инерција
Према Чарлсу Колстону Гилиспију, инерција је „ушла у науку као физичка последица Декартове геометризације свемирске материје, у комбинацији са непроменљивошћу Бога.“ Први физичар који се потпуно одвојио од аристотеловског модела кретања био је Исак Бикман 1614. године. Термин „инерција“ први је увео Јоханес Кеплер у свом раду Epitome Astronomiae Copernicanae (објављеном у три дела од 1617. до 1621. године); међутим, значење Кеплеровог израза (који је он извео од латинске речи за „залудност” или „лењост”) није било сасвим исто као и његово модерно тумачење. Кеплер је дефинисао инерцију само у смислу отпора кретању, још једном на основу претпоставке да је мировање природно стање које није потребно објашњавати. Тек у каснијим радовима Галилеја и Њутна који су ујединили мировање и кретање у једном принципу, термин „инерција“ се могао применити на ове концепте као што је то данас. Принцип инерције, како га је Аристотел формулисао за „кретања у празнини“, укључује да се објекат одупире промени кретања. Аристотелова подела кретања на земаљско и небеско постајала је све проблематичнија пред закључцима Николе Коперника у 16. веку, који је тврдио да Земља никада не мирује, већ да је заправо у сталном кретању око Сунца.